# Supercopa de España de Fútbol 1984
Hasta la edición de 1996 si un equipo lograba los títulos de Liga y Copa, directamente se adjudicaba la Supercopa. Desde esa fecha si un equipo hace doblete el título de la Supercopa lo disputa frente al subcampeón de copa. Por tanto, el Athletic Club, al ganar la Liga 1983/84 y también la Copa del Rey de 1983-84, se convirtió en el primer equipo en ganar la Supercopa sin necesidad de disputar el torneo.
| Campeón Supercopa de España 1984 |
| -------------------------------- |
| Athletic Club Primer Título      |

| Predecesor: Supercopa de España 1983 | Supercopa de España 1984 | Sucesor: Supercopa de España 1985 |